# 拘留 (中華民國)
拘留在中華民國法律中是一種行政罰，其形式與拘役類似，皆為限制人身自由，但期間較拘役來得短。根據《社會秩序維護法》第19條第1項第1款規定，拘留為1日以上、3日以下，最多不得逾5日。

## 概說
拘留作為行政罰，其意義在於人民違反了行政法上的義務，因此需負擔行政責任，由公权力施加懲罰。行政罰並非刑罚，性質上屬於行政處分，按理原可由行政机关直接下達處罰；但由於拘留係限制人民的人身自由，屬於對基本權的重大侵害，並且《中華民國憲法》第8條亦規定人民遭政府機關逮捕拘禁需於24小時內移送法院，因此為避免憲法條款遭架空，依《社會秩序維護法》警察機關無權逕自處分，需移送該管法院簡易庭，由法院裁定是否予以拘留。

## 區分
下表為中華民國法律類似名詞之差異彙整：
| 名稱 | 權力機關                         | 法律依據                                     | 性質     | 目的           | 內容                                                | 實施處所       |
| ---- | -------------------------------- | -------------------------------------------- | -------- | -------------- | --------------------------------------------------- | -------------- |
| 拘留 | 行政机关 （交由司法裁決）        | 《社會秩序維護法》                           | 行政處分 | 行政責任       | 指定處所限制人身自由 （1～3日，最多5日）            | 拘留所         |
| 拘役 | 法院                             | 《刑法》                                     | 刑罚     | 刑事責任       | 指定處所限制人身自由 （1～60日，最多120日）         | 監獄           |
| 拘提 | 行政機關（偵查機關） 或 司法機關 | 《刑事訴訟法》 《強制執行法》 《行政執行法》 | 強制處分 | 犯罪偵查、訊問 | 限制人身自由，押解至一定處所                        | 不適用         |
| 逮捕 | 行政機關（偵查機關）             | 《刑事訴訟法》                               | 強制處分 | 確保审判進行   | 限制人身自由，24小時內移送法院                      | 派出所、檢察署 |
| 羈押 | 法院                             | 《刑事訴訟法》                               | 強制處分 | 防止逃亡、串證 | 指定處所限制人身自由 （一次最多2個月，至多延長3次） | 看守所         |
| 管收 | 法院                             | 《強制執行法》 《行政執行法》                | 行政處分 | 清償债务或稅賦 | 指定處所限制人身自由 （最多3日）                    | 管收所         |